# Mayer’sche Hofkunstanstalt

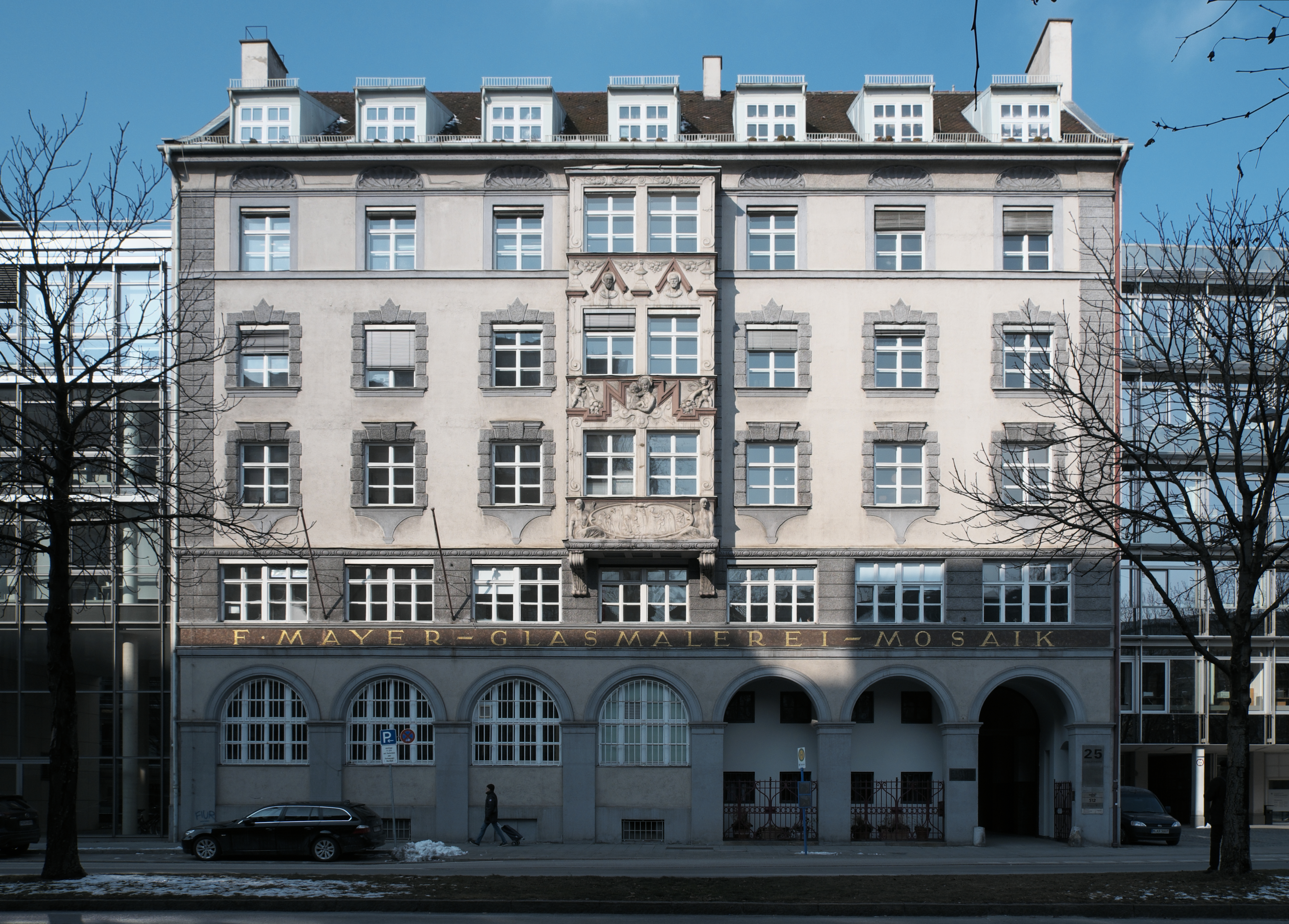
Mayer’sche Hofkunstanstalt in der Seidlstraße 25

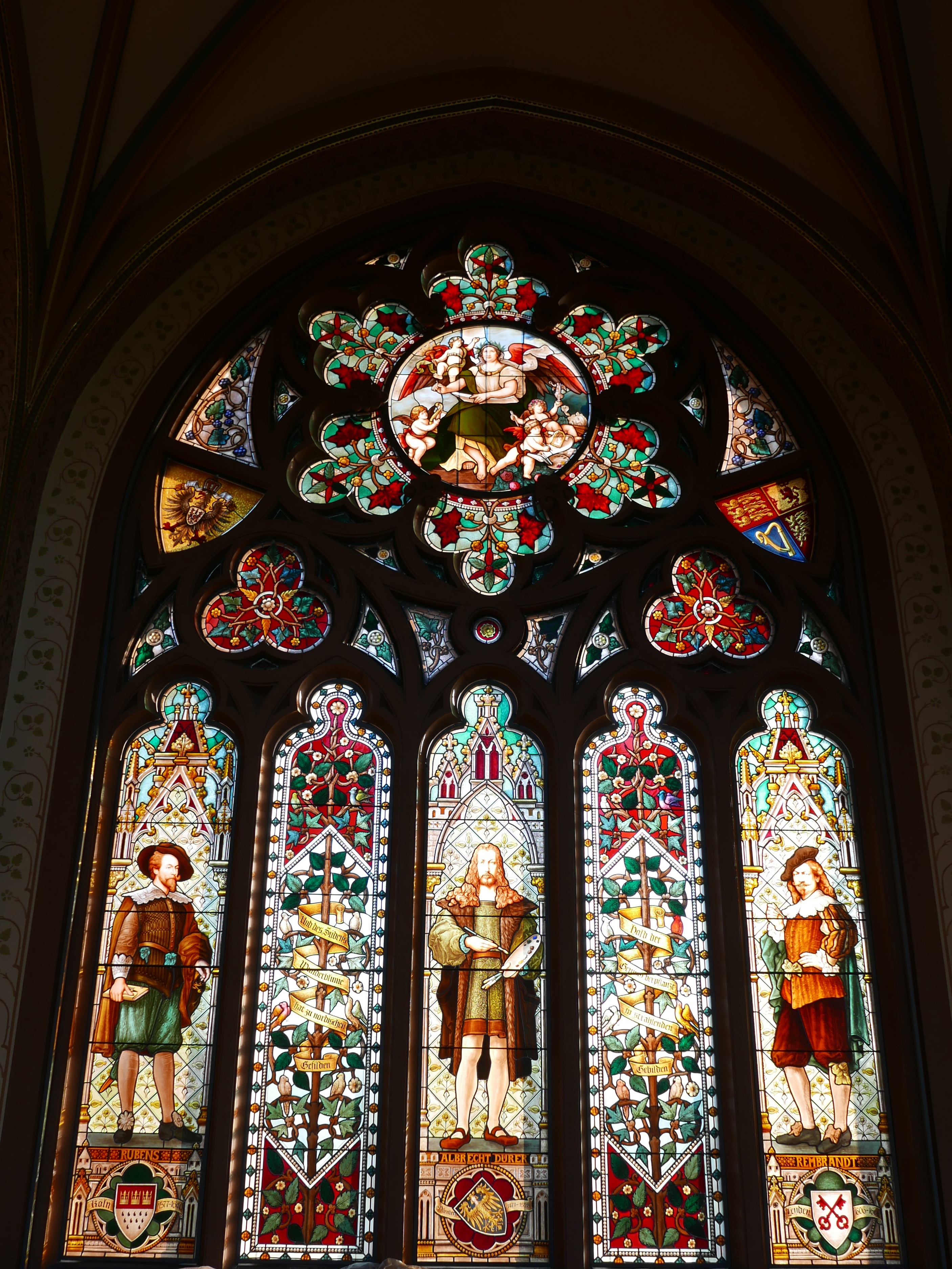
Buntglasfenster in der Kunsthalle von Schloss Drachenburg mit Darstellung von Rubens, Dürer und Rembrandt

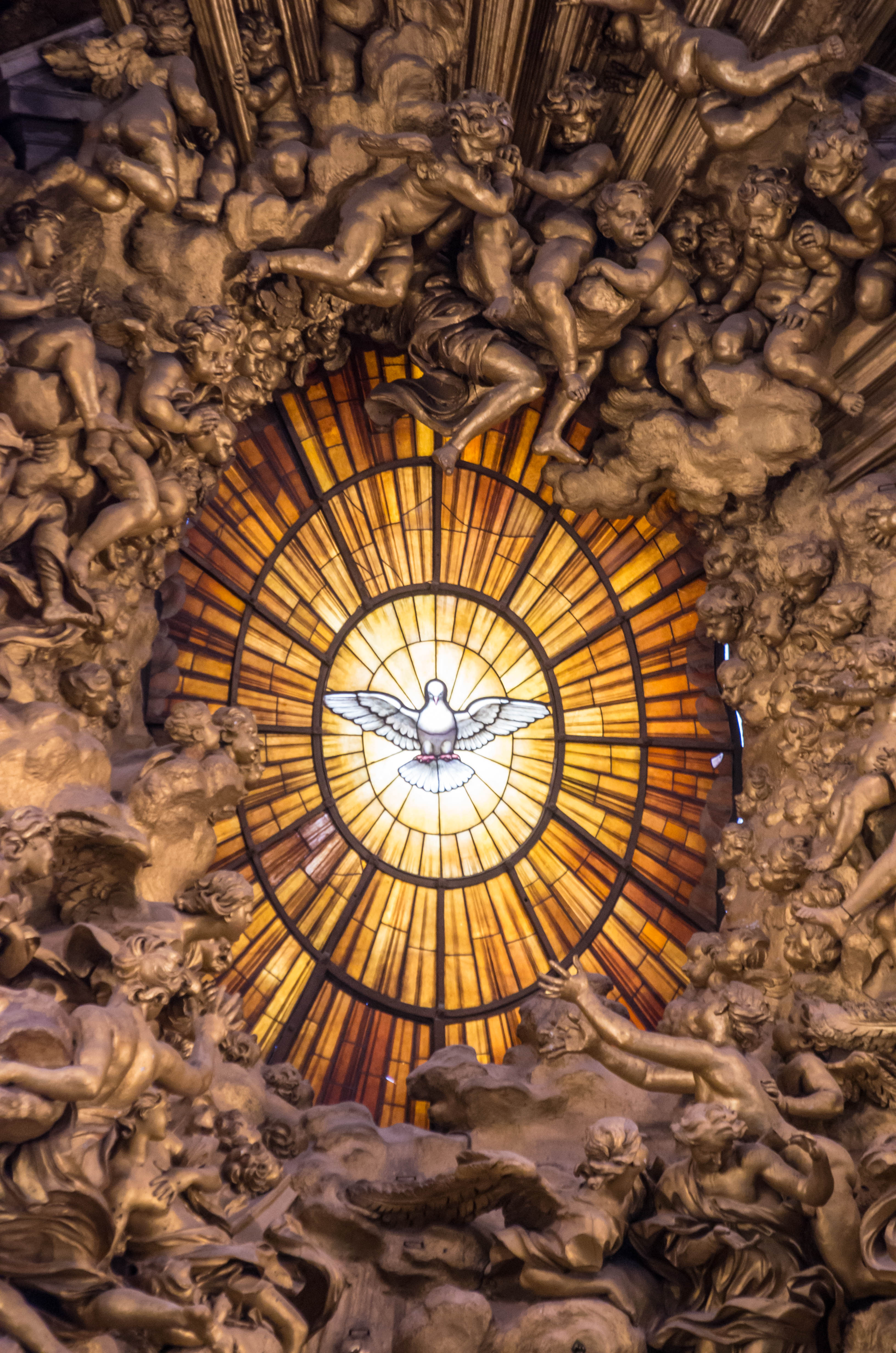
Heilig-Geist-Fenster des Bernini-Altars im Petersdom im Vatikan, Rom

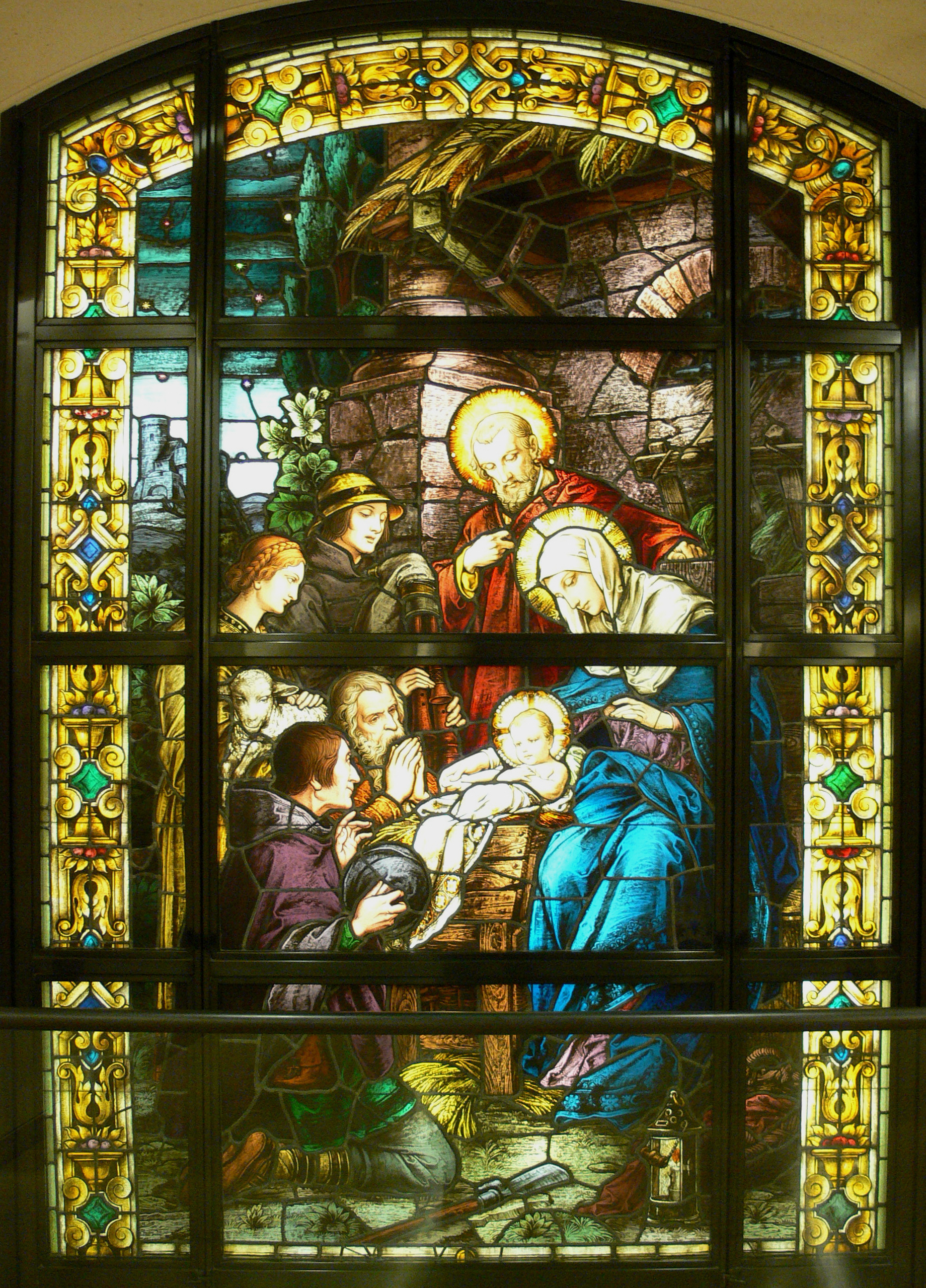
Weihnachtsfenster (Anfang der 1920er Jahre) für die Kathedrale St. Vibiana in Los Angeles, heute in der Krypta (Mausoleum) der Kathedrale Unserer Lieben Frau von den Engeln

Die Mayer’sche Hofkunstanstalt in München wurde 1847 durch Joseph Gabriel Mayer als „Kunstanstalt für kirchliche Arbeiten“ gegründet und bestand zunächst aus einem Bildhaueratelier. Später kam die Glasmalerei sowie eine Mosaikabteilung hinzu. Heute arbeitet das Unternehmen, das von der Familie Mayer in der fünften Generation geführt wird, weltweit mit namhaften Künstlern zusammen.

## Begründer – Joseph Gabriel Mayer
- Joseph Gabriel Mayer (* 1808 Gebrazhofen als Sohn des wohlsituierten Bäckermeisters „Dresenbeck“; † 1883 München)

Joseph Gabriel Mayer wurde am 18. März 1808 in Gebrazhofen als Sohn des Bäckers Andreas Mayer geboren. Da er in den Fächern Zeichnen, Malen und Schnitzen sehr begabt war, wandte er sich nach der Schreinerlehre (1825–1828) der Ornament-Bildhauerei zu. 1829 kam er auf der Wanderschaft nach München und arbeitete zwei Jahre beim Kunstschreiner L. Glück. In seiner Freizeit übte er sich im Architekturzeichnen und besuchte einen Vorbereitungskurs an der Polytechnischen Schule. Am 24. August 1832 immatrikulierte er sich für das Fach Malerei an der Königlichen Kunstakademie, wo er u. a. Schüler von Joseph Schlotthauer war. 1835 gründete er die „Privatlehranstalt für Kunstgewerbe unter königl. Inspektion Ludwig I.“, eine Fortbildungsschule für kunstinteressierte Lehrlinge, Gesellen und Meister und publizierte einen Band mit 120 von ihm gravierten und lithografierten Vorlageblättern.
1844 wurde Joseph Gabriel Mayer von König Ludwig I. zum Leiter der „Königlichen Anstalt für Erziehung und Unterricht krüppelhafter Knaben“ ernannt. In dieser Position, die er bis 1859 bekleidete, suchte er nach Möglichkeiten, den Zöglingen bei ihrer Entlassung aus der Anstalt eine bezahlte Arbeit zu verschaffen. Im Jahre 1847 gründete Joseph Gabriel Mayer die Kunstanstalt mit dem „Privilegium seiner königlichen Majestät“ für die von ihm erfundene „Massa“, eine Masse aus Ton und zerriebenem Stein, die sich für die Formung von Skulpturen eignete. In der Anstalt wurden Heiligenstatuen, Kreuzwegstationen und andere christliche Plastiken hergestellt und gefasst sowie Altaraufbauten produziert. Bereits kurze Zeit später beschäftigte Mayer 100 Mitarbeiter, für die er später, im Jahre 1865, Kranken- und Unterstützungskassen schuf. Auf der Londoner Industrieausstellung 1851 stellte er Kunstwerke aus seiner Anstalt aus und erwarb das Anwesen am Stiglmaierplatz, Hausnummer 1, in München aus königlichem Besitz. Dort errichtete er von 1854 bis 1856 einen Neubau, in dem sich Ateliers und Werkräume sowie ein Ausstellungssaal befanden. Ab 1858 wirkte der Bildhauer Joseph Knabl als künstlerischer Leiter der Bildhauerabteilung. 1860 trat er dem Münchner Verein für Christliche Kunst als Gründungsmitglied bei. In den Jahren 1865 bis 1876 gründete er Auslandsniederlassungen in London, Paris und Dublin. 1870 erhielt Joseph Gabriel Mayer durch Papst Pius IX die Große Medaille, den 1. Preis für „Erzeugnisse Christlicher Kunst“ bei der Kunstausstellung in Rom, sowie den Orden Gregor des Großen. Im Jahre 1872 erhielt er das Bayerische Verdienstkreuz vom Heiligen Michael. Nach 1876 gründete Mayer weitere Auslandsniederlassungen in New York, sowie in Nord-, Süd- und Mittelamerika. Zum 70. Geburtstag erhielt er durch König Ludwig II. das Ritterkreuz verliehen, ein Jahr später das Ritterkreuz des Königlich Sächsischen Albrechtsordens.
Am 16. April 1883 starb Josef Gabriel Mayer in München.

## Hochblüte und Weltmarkt – 2. Generation
- Joseph Leonhard Mayer (* 1846; † 1898 München), Bildhauer und Artistischer Direktor
- Franz Borghias Mayer (* 1848; † 1926 München), Künstler und Kommerzienrat

Noch zu Lebzeiten des Firmengründers Joseph Gabriel Mayer gehörten die Brüder Joseph Leonhard, Gabriels ältester Sohn, Bildhauer und Artistischer Direktor, und Franz Borghias, Künstler und Kommerzienrat, sowie der Schwiegersohn Franz Xaver Zettler, Begründer der Glasmalerei-Abteilung, zur Leitung des Unternehmens. Die Brüder studierten von 1870 bis 1880 Bildhauerei und Malerei bei Knabl und Schlotthauer an der Akademie der Bildenden Künste in München. Die jungen Jahre von Franz Borghias sind geprägt von Bildungsreisen durch ganz Europa und der Mitarbeit in der Londoner Filiale. Während Joseph Leonhard die künstlerische Leitung der Anstalt bis zu seinem frühen Tod obliegt, führt Franz Borghias die Anstalt zur internationalen Hochblüte und richtet die neue Glasmalereiabteilung (nach Zettler) mit 20 angelsächsischen Glasmalern (Präraffaeliten/William Francis Dixon) ein. Nach dem Studium schuf J. L. M. im Jahre 1881 das Josef Knabel Grabmal am Alten Südfriedhof, F. B. M heiratete im Jahre 1882 Therese Pustet (Pustet Verlag, Regensburg, gegründet 1820).
Im Jahre 1882 verlieh der bayerische König Ludwig II. dem Unternehmen den Titel Königlich Bayerische Hofkunstanstalt. Nach Gabriel Mayers Tod 1883 wurde dessen zweiter Sohn, Franz Borgias Mayer (1848–1926) alleiniger Geschäftsinhaber. Unter seiner Leitung entwickelte sich das Auslandsgeschäft so erfolgreich, dass das Unternehmen zeitweise bis zu 500 Mitarbeiter beschäftigte und das Unternehmen seine Hochzeit erlebte. Die Hofkunstanstalt erfreute sich weltweiter Kundschaft überkonfessioneller sakraler Kunst: es entstanden Werke für Kirchen, Kathedralen, Synagogen und Moscheen in Zusammenarbeit mit den renommiertesten Künstlern der Zeit: Knabl, Schlotthauer, Feuerstein und den englischen „Stars“ Dixon und Daniel. Zu den bedeutendsten, für das Unternehmen freiberuflich schaffenden Künstlern zählt der Münchner Maler Karl Wurm, der auch Glasbilder schuf, die in die USA, Kanada und andere Überseeländer kamen. 1888 erfolgte die Gründung einer Niederlassung in New York.
Papst Leo XIII. verlieh der Hofkunstanstalt 1892 den Titel „Institut des Heiligen Apostolischen Stuhles“. Zu den renommiertesten Aufträgen gehörte das 1905 für den Petersdom gelieferte Heilig-Geist-Fenster.
1896 ernannte der Prinzregent Luitpold Franz Borghias Mayer zum Königlichen Kommerzienrat.
Joseph Leonhard Mayer starb 1898.
Im Jahre 1900 wurde die Mosaikabteilung der Königlichen Bayerischen Hofkunstanstalt gegründet.
Nach dem Ersten Weltkrieg übertrug Franz Borgias Mayer die Leitung der Kunstanstalt seinen Söhnen Anton (1886–1967), Karl (1889–1970) und Adalbert (1894–1987).

## Zwischen zwei Kriegen – 3. Generation
- Anton Mayer (* 1886; † 1967 München), akademischer Maler
- Karl Mayer (* 1889; † 1971 München), Poet und Kaufmann
- Adalbert Mayer (* 1894; † 1987 München), Kaufmann und Stratege

Die drei Söhne übernahmen die Firma als dritte Generation nach dem Ersten Weltkrieg und dem Ende der Monarchie. Der Akademieschüler Anton übernahm als Ältester die künstlerische Leitung, indes sich seine jüngeren Brüder Karl und Adalbert um die weltweiten geschäftlichen Belange des Familienimperiums kümmerten. 1919 wurde die „Mayer’sche“ zur Werkstätte für freie Künstler, unter anderem Karl Knappe. Im Jahre 1922 wurden die Nachbargrundstücke am Stiglmaierplatz, Seidlstraße 25/27, der heutige Firmensitz, erworben und vom Stadtbaumeister Theodor Fischer neu gebaut.
1925 wurde die Abteilung Bildhauerei aufgegeben und gleichzeitig die Abteilung Mosaik neu gegründet. Dadurch entwickelte sich das Unternehmen zu einer Künstlerwerkstätte für Glasmalerei und Mosaik.
Die Mayer-Brüder hielten sich von der NSDAP fern, im Jahre 1939 vereinigten sich die Firmen Mayer und Zettler, die Produktion kam jedoch 1941 zum Erliegen. 1944 war die Belegschaft von einst 500 auf 20 Mitarbeiter geschrumpft.
Nach dem Krieg erfolgten rasche Sanierungen, das Geschäft in den USA wurde wiederbelebt. Die Münchner Domfenster wurden 1952 neugeschaffen, viele mittelalterliche Fenster restauriert. Die Thermische Schutzverglasung für Bleiglas-Restaurierung und die „positive Setztechnik“ im Mosaik (Stramin-Netz) wurden erfunden. Adalbert Mayer erhielt von Papst Pius XII den Gregoriusorden und die Auszeichnung „München leuchtet“ seiner Heimatstadt. 1961 wurde ein Mosaik für die Weltfriedenskirche Hiroshima von Karl Knappe gestaltet. Viele namhafte Künstler fanden nach dem Krieg in der Anstalt ihre „Werkstatt-Heimat“, darunter F. X. W. Braunmiller, Hubert Distler, Sepp Frank, Josef Oberberger und H. G. von Stockhausen.

## Übergang zur internationalen Künstlerwerkstätte – 4. Generation
- Konrad Mayer (* 1923; † 2012 München), Sohn von Karl Mayer
- Gabriel Mayer (* 1938 München), Sohn von Adalbert Mayer

Konrad Mayer übernahm 1953 die Vertretung in Südamerika. Gabriel Mayer forcierte ab 1970 architekturbezogene Werke (Kunst am Bau) und den Markt im Mittleren Osten. So wurde unter anderem von 1984 bis 1986 das Heart Tent im Diplomatic Club Riad (Saudi-Arabien) mit Bettina und Frei Otto realisiert. Ab 1980 wurde auch der afrikanische Markt erschlossen. In dieser Zeit wurde auch die Floatglas-Malerei (Sir A. Pilkington) als Ergänzung zur traditionellen Glasmalerei eingeführt. 1988 gründete Gabriel Mayer eine neue Werkstatt in New York Fairfield (bis 1996) mit Fokus auf Public Art. In den Jahren 1990 bis 2010 entstand durch Konrad Mayer Eine Münchner Unternehmensbiografie in 2 Bändern; gewidmet dem jüngsten Spross am Mayer Stammbaum und Stammhalter der 6. Generation Samuel Elias. In den 1990er-Jahren entstanden in Zusammenarbeit mit dem Künstler Brian Clarke gemeinsame Projekte in Rio, New York, Riad u. v. m. 2008 veröffentlichte Gabriel Mayer Franz Mayer of Munich, eine Publikation zum Munich Style, wie der Mayer’sche Altstil genannt wird.
Im Laufe der Jahre 2010 bis 2013 gab Gabriel Mayer die Monografie Franz Mayer of Munich. Architecture, Glass, Art. Mayer’sche Hofkunstanstalt im Hirmer-Verlag heraus und verabschiedete sich aus dem Berufsleben. Seit 2014 ist er Vorstand im Deutschen Werkbund. 2016 erhielt er gemeinsam mit Charlotte Knobloch den Oberbayerischen Kulturpreis.

## Gegenwart – 5. Generation
- Michael Claudius Mayer (* 1967 München), Mosaikbildner und Kaufmann
- Petra Wilma Mayer (* 1964 Aschaffenburg), Architektin (TUM)

Michael Claudius Mayer besuchte von 1985 bis 1988 die „Scuola Mosaicisti del Friuli“, Spilimbergo, und wird Meister-Mosaizist. Ab 1986 unternimmt er Studien- und Bildungsreisen nach Japan und in die USA. 1996 tritt er in die Geschäftsleitung ein und heiratet seine Frau Petra Wilma, mit ihr hat er zwei Söhne: Samuel Elias (* 2006) und Joshua Gabriel (* 2010).
Seit 1994 widmet sich die diplomierte „Haus- und Hof-Architektin“ Petra Mayer der zeitgemäßen Wiederherstellung des architektonischen Juwels in der Seidlstraße von Theodor Fischer. Das Paar Petra und Michael Mayer agiert gemeinsam bei Münchner Projekten wie „Herz-Jesu Kirche“ (1996), „Fünf Höfe“ (2001) und „Gang der Erinnerungen“, Jüdisches Zentrum München (2005).
Um die Jahrtausendwende beleben Vater Gabriel und Sohn Michael die traditionelle Glasmalerei, die bekannt ist für den Munich Style/Mayer Style ist und damit für die DNA des Hauses. 2000 werden die Floatglas-Werkstätten neu gebaut, 2014 das neue New York Office (1123 Broadway) eröffnet. 2017 erscheint anlässlich des 170-jährigen Firmenjubiläums eine Künstleredition und das Buch Light (Hrsg.: Michael & Petra Mayer), Steidl Verlag. 2018 gründet Petra Wilma die Mayer’sche Wunderkammer, in der sich Editionen der weltweit gesammelten Künstlerschar finden.
Für die Restaurierung von Schloss Drachenburg wurden Buntglasfenster nach Originalentwürfen von Wilhelm Hoffmann rekonstruiert. Diese waren in den Archiven der übernommenen königlich Bayerischen Hofglasmalerei Franz Xaver Zettler erhalten. 2018 wurde ein 400 m² großes Mosaik aus hellem Carrara-Marmor für die Bahnsteigwände der New Yorker U-Bahn-Station World Trade Center (PATH-Station) nach einem Entwurf der Künstlerin Ann Hamilton geschaffen. 2022 wurde ein gewaltiges Projekt – 150 Laufmeter auf einer Wandhöhe von drei bis fünf Metern –, ein neues Mosaik mit 56 surrealistischen Kostümen vom Performance-Künstler Nick Cave, für den U-Bahnhof Times Square in New York gefertigt.
Durch weltweite Aufträge gehört das Unternehmen weiterhin zu den international führenden Werkstätten der Glasmalerei und der Mosaikkunst. Es zeichnet sich aus durch die Zusammenarbeit mit international renommierten Künstlern wie Georg Baselitz, Kiki Smith, Shahzia Sikander, Brian Clarke, Doug und Mike Starn, Ellsworth Kelly, Jani Leinonen, JR, William Wegman, Nick Cave, Sean Scully, Jan Hendrix, Peter Beard oder Vik Muniz. Auf ihrem Instagram-Kanal gibt die Mayer’sche Hofkunstanstalt einen Einblick in die Arbeit im Münchner Studio und stellt laufende und vergangene Projekte vor.